# Northrop F-20 Tigershark
Northrop F-20 Tigershark (zpočátku F-5G) byl lehký stíhací letoun navržený a postavený firmou Northrop. Šlo o soukromý projekt, jehož vývoj začal v roce 1975 jako další vylepšení staršího typu F-5E Tiger II. Letoun dostal nový motor, který výrazně zlepšil celkový výkon a moderní avioniku včetně výkonnějšího radaru. Ve srovnání s F-5E byl F-20 mnohem rychlejší, získal schopnost vzdušného boje za hranicí viditelnosti (anglicky BVR - Beyond-Visual-Range) a kompletní vybavení pro možnost využití většiny amerických zbraní pro boj vzduch-země. S těmito schopnostmi se stal F-20 konkurencí pro moderní bojové letouny jako je například General Dynamics F-16 Fighting Falcon, ale mnohem levnější jak ke koupi, tak i provozu.
Po šesti letech nebyl žádný z letounů prodán a tak firma Northrop projekt za $1,2 miliardy ke konci roku 1986 ukončila.

## Specifikace (F-20)

### Technické údaje
- Posádka: 1
- Rozpětí: 8,53 m (8,13 m bez střel na koncích)
- Délka: 14,4 m
- Výška: 4,20 m
- Nosná plocha křídel: 18,6 m²
- Hmotnost prázdného stroje: 5 964 kg
- Vzletová hmotnost: 7 021 kg
- Maximální vzletová hmotnost: 12 474 kg
- Pohonná jednotka: 1× dvouproudový motor General Electric F404-GE-100 o tahu 76 kN

### Výkony
- Maximální rychlost: Mach 2
- Akční rádius: 556 km
- Přeletový dolet: 2759 km
- Dostup: 16 800 m
- Stoupavost: 255 m/s
- Plošné zatížení: 395 kg/m²
- Poměr tah/hmotnost: 1,1

### Výzbroj
- 2× 20mm kanón M39A2 s 280 náboji
- Závěsy: Pět vnějších závěsů na 3 600 kg pum, střel, raket a přídavných nádrží
- Rakety: 2× závěsy na CRV7 nebo 2 × LAU-10 se 4 × Zuni 5 ráže 127 mm nebo 2 × Matra s 18× SNEB 68 mm
- Střely: 2× AIM-9 Sidewinder na konci křídel (podobné F-16 a F/A-18), AGM-65 Maverick pod křídly
- Pumy: Různé, např. Mark 80, CBU-24/49/52/58, M129